# Mũi đất Kursh
Mũi đất Kursh (tiếng Litva: Kuršių nerija, tiếng Nga: Куршская коса, tiếng Đức: Kurische Nehrung) là một dải đất cát hẹp dài 98 km, uốn cong, tạo thành một bán đảo bao gồm các cồn cát chia tách phá Kursh ra khỏi biển Baltic. Phần phía nam của nó nằm trong tỉnh Kaliningrad của Nga và phía bắc của nó ở nằm ở phía tây nam Litva. Đây là một Di sản thế giới chung của cả hai quốc gia này được UNESCO công nhận từ năm 2000.

## Địa lý
Mũi đất Kursh kéo dài từ bán đảo Samland ở phía nam tới đỉnh phía bắc của nó giáp với một eo biển nhỏ, vượt qua nó sang bờ bên kia là thành phố cảng Klaipėda của Litva. Phần phía bắc của mũi đất dài 52 km thuộc về Litva, phần còn lại thuộc về Nga (một phần của tỉnh Kaliningrad). Bề rộng của mũi đất dao động từ ít nhất là 400 m tại Nga (gần làng Lesnoye) tới cực đại là 3.800 m tại Litva (phía bắc thị trấn Nida).

## Lịch sử

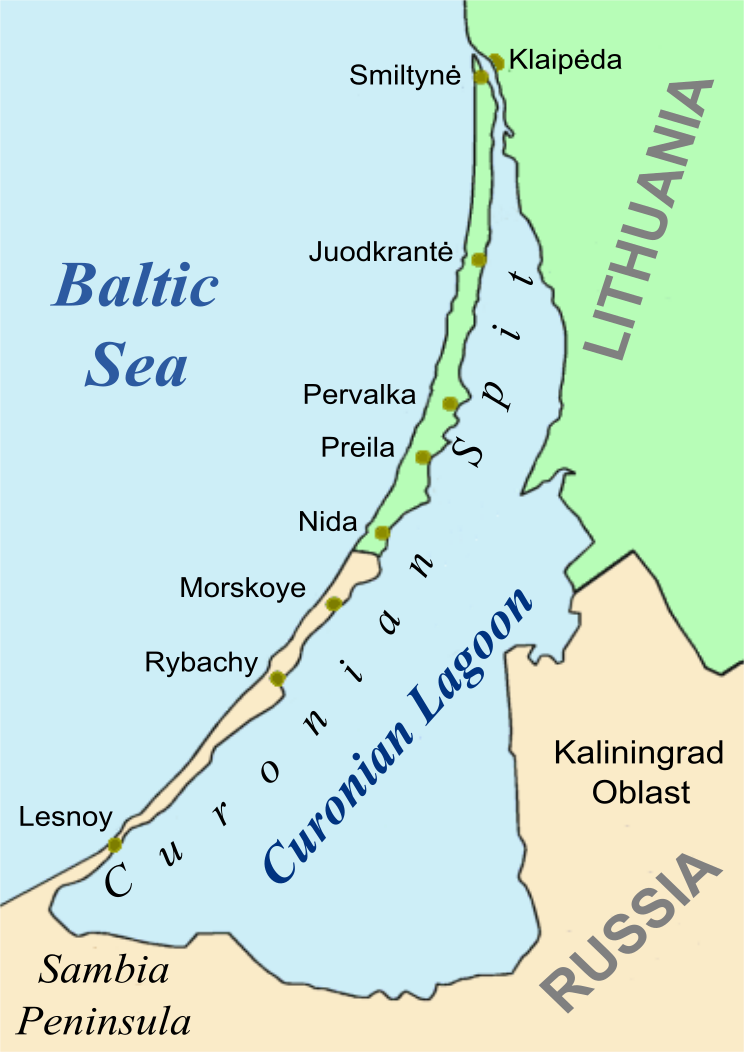
Bản đồ chỉ ra vị trí mũi đất Kursh

Theo thần thoại của người Balt, mũi đất Kursh đã được tạo thành bởi một thiếu nữ mạnh khỏe tên là Neringa, là người đã đùa chơi trên bờ biển. Cô gái này còn xuất hiện trong nhiều thần thoại khác (trong một số thần thoại thì đây là một người phụ nữ trẻ khỏe, tương tự như người phụ nữ trong phiên bản Hy Lạp của thần Heracles).
Mũi đất Kursh được hình thành vào khoảng 5.000 năm trước. Vào khoảng những năm từ 800 tới 1016, nó là nơi của Kaup, trung tâm thương mại chính của những người ngoại đạo mà hiện nay vẫn chưa được khai quật. Các hiệp sĩ Đức đã đến khu vực này vào thế kỷ 13, xây dựng các lâu đài của họ tại Memel (1252), Neuhausen (1283) và tại Rossitten (1372).
Vào thế kỷ 16, một giai đoạn mới trong sự hình thành các cồn cát lại bắt đầu. Sự phá hủy rừng tại khu vực này do chăn thả quá mức, khai thác gỗ kiệt quệ cũng như do việc đóng tàu bè để vây hãm Königsberg vào năm 1757 đã làm cho các cồn cát thống trị trên mũi đất và chôn vùi các làng mạc. Nhận thức được vấn đề này, chính quyền Đông Phổ đã hỗ trợ cho các cố gắng nhằm tái trồng rừng và khôi phục thảm thực vật, bắt đầu từ năm 1825. Nhờ các cố gắng này mà hiện nay phần lớn mũi đất đã được rừng che phủ. Hàng thế kỷ trước thì mũi đất Kursh đã là nơi sinh sống của người người Kursii, với một thiểu số đáng kể người Đức ở phía nam và một thiểu số đáng kể người Litva ở phía bắc. Số lượng người Kursii cuối cùng đã suy giảm mạnh do sự đồng hóa và nhiều nguyên nhân khác và gần như không còn tồn tại trong giai đoạn hiện nay. Cho đến thế kỷ 20, phần lớn dân tại đây sống bằng nghề đánh cá.
Sau khi Liên Xô tan rã thì ngành du lịch đã phát triển; nhiều người Đức, chủ yếu là hậu duệ của những người đã sống trong khu vực, chọn mũi đất Kursh (đặc biệt là Nida, do không cần visa đối với người Đức tại Litva) như là điểm đến của họ trong dịp nghỉ.
Giai đoạn 2002-2005 những người hoạt động môi trường ở cả tỉnh Kaliningrad và Litva đều phản đối kế hoạch khai thác giếng dầu D6 của Lukoil, nằm trong vùng lãnh hải của Nga, cách mũi đất Kursh 22,5 km (xem website của các nhà hoạt động môi trường Nga Lưu trữ ngày 9 tháng 10 năm 2007 tại Wayback Machine, website của các nhà hoạt động môi trường Litva Lưu trữ ngày 11 tháng 1 năm 2006 tại Wayback Machine về giếng dầu này) do khả năng gây tổn hại nặng nề cho môi trường và du lịch (nguồn thu nhập chủ yếu trong khu vực) trong trường hợp rò rỉ dầu. Các lo ngại này không nhận được sự ủng hộ từ chính quyền Nga, nhưng nhận được sự ủng hộ của chính quyền Litva, do giếng dầu này chỉ cách biên giới vùng lãnh hải của Litva khoảng 4 km và do dòng hải lưu thịnh hành là theo hướng bắc nên các khu vực bờ biển của Litva có thể sẽ nhận được phần lớn thiệt hại trong trường hợp rò rỉ. Tuy nhiên, sự chống đối việc khai thác giếng dầu D6 này nhận được rất ít sự ủng hộ từ cộng đồng quốc tế và các cơ sở vật chất đầu tiên của giàn khoan dầu đã được lắp đặt năm 2005.

## Trạng thái hiện tại

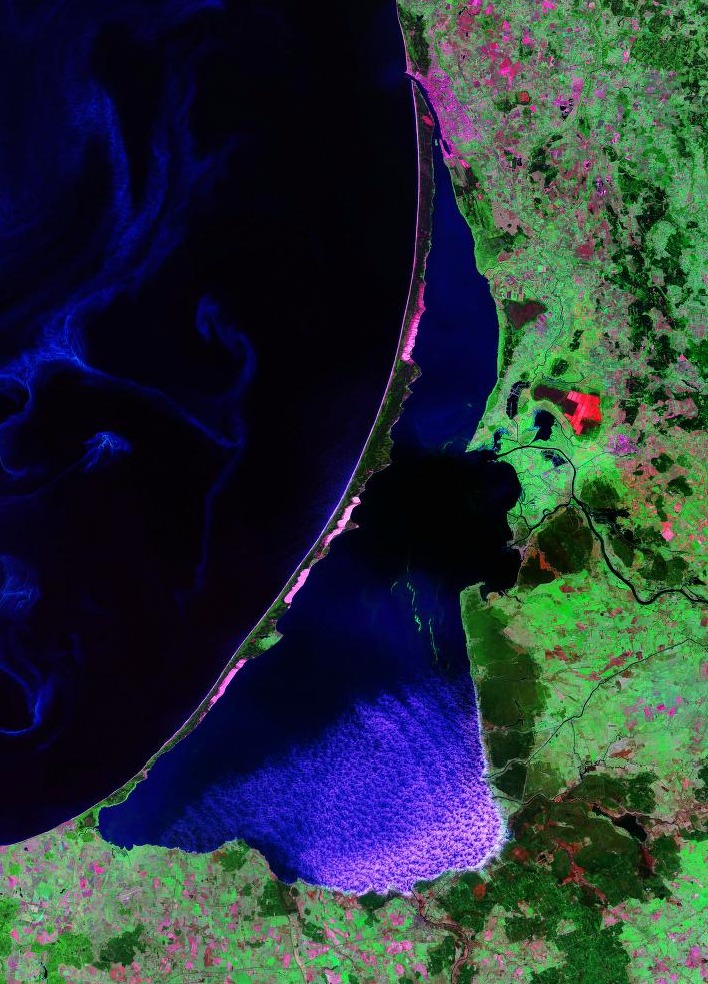
Ảnh chụp từ vệ tinh

Mũi đất Kursh là nơi có các cồn cát chuyển động cao nhất tại châu Âu. Độ cao trung bình của chúng là 35 m, nhưng một số có thể cao tới 60 m.
Thị trấn lớn nhất tại đây là Nida ở Litva, một nơi nghỉ mát nổi tiếng, chủ yếu đón tiếp du khách đến từ Litva và Đức. Bờ biển phía bắc của mũi đất là một khu vực của các bãi tắm. Các phần thuộc Nga và Litva đều là các vườn quốc gia.
Các khu dân cư tại mũi đất Kursh (từ bắc xuống nam) là:
- Litva
  - Smiltynė
  - Alksnynė
  - Juodkrantė
  - Pervalka
  - Preila
  - Nida
- Nga
  - Morskoe
  - Rybachy
  - Lesnoye

Phần thuộc Nga nằm trong Zelenogradsk của tỉnh Kaliningrad, còn phần thuộc Litva được chia cho hai thành phố là Klaipėda và Neringa.
Có một con đường duy nhất nối toàn bộ mũi đất. Phần thuộc Nga dẫn tới Zelenogradsk, còn phần thuộc Litva dẫn tới Smiltynė. Mũi đất này không nối liền với phần đại lục của Litva. Để đi lại từ mũi đất sang bên kia, người ta dùng phà nối liền Smiltynė với thành phố cảng Klaipėda.
Kể từ năm 2000, mũi đất Kursh nằm trong danh sách di sản thế giới của UNESCO theo tiêu chuẩn văn hóa "V" (một ví dụ điển hình về sự định cư truyền thống của con người, sử dụng đất, hay sử dụng biển là tiêu biểu cho nền văn hóa [...], hay sự tác động của con người đối với môi trường đặc biệt là khi nó trở thành dễ tổn thương dưới ảnh hưởng của các thay đổi không đảo ngược được). Đây là trường hợp đầu tiên được đưa vào trong danh sách mà thuộc về đồng thời hai quốc gia.

## Các giá trị
- Là một trong số các cồn cát cao nhất tại châu Âu (tới 60 m), đáng chú ý nhất là cồn cát di động có tên gọi Epha.
- Hồ duy nhất có tên gọi Thiên Nga.
- Rừng thông Korolev.

72% diện tích hiện được rừng che phủ,trong đó có khoảng 600 loài cây thân gỗ, cây bụi và cây thân thảo. Hệ động vật trên cạn có khoảng 296 loài động vật có xương sống như nai anxét (Alces alces), hoẵng (chi Capreolus), lợn rừng (Sus scrofa), cáo (chi Vulpes) v.v.
Mũi đất Kursh còn được gọi là cầu chim. Theo hành trình này là con đường di cư cổ xưa của khoảng 150 loài chim từ các khu vực Bắc Âu tới Nam Âu và Bắc Phi. Trên mũi đất có một trong những trạm nghiên cứu về chim đầu tiên trên thế giới hiện còn hoạt động.
Tại đây có các bãi tắm cho phép du khách tắm nước ngọt trong phá Kursh cũng như trong nước mặn của biển Baltic. Nhờ có điều kiện khí hậu thích hợp nên việc nghỉ ngơi tại mũi đất này có thể diễn ra từ tháng 5 tới tháng 11.

## Các e ngại về môi trường
Có nhiều e ngại về vấn đề môi trường liên quan đến mũi đất Kursh.
Do tầm quan trọng của du lịch và nghề cá đối với nền kinh tế trong khu vực, sự ô nhiễm biển cả và khu vực bờ biển có thể là một thảm họa đối với khu vực cả về mặt kinh tế lẫn sự duy nhất của thiên nhiên. Việc khai thác dầu tại giếng dầu D6 từ năm 2005 đã làm tăng thêm e ngại về khả năng ô nhiễm môi trường.
Một e ngại khác là sự gia tăng của du lịch có thể sẽ tiêu hủy môi trường tự nhiên hấp dẫn này. Vì lý do này, nhiều biện pháp đã được đề ra, như cấm du khách đi lại tại một số khu vực nhất định.
Các thảm họa tự nhiên cũng nguy hiểm hơn nhiều tại mũi đất Kursh so với bất kỳ đâu tại Litva hay tại tỉnh Kaliningrad. Các trận bão có xu hướng mạnh hơn ở đây do đó cây cối có tầm quan trọng trong việc ngăn chặn xói mòn đất. Các vụ cháy rừng xảy ra trong mùa hè cũng là mối nguy hiểm đối với thiên nhiên.